# Bưởi Luận Văn
Il Bưởi Luận Văn è una varietà di pompelmo originaria del villaggio Luận Văn, nel comune di Thọ Xương, distretto di Thọ Xuân, nella provincia di Thanh Hóa, in Vietnam.

## Descrizione
Il Bưởi Luận Văn ha una forma ovale, con la parte superiore del frutto leggermente bombata. Il diametro del frutto varia da 15 cm a 15,6 cm, mentre l'altezza varia da 15 cm a 15,8 cm. I frutti maturano intorno a settembre o ottobre secondo il calendario lunare, ma possono rimanere attaccati all'albero fino al periodo del Capodanno lunare. 
Il Bưởi Luận Văn ha un contenuto di sostanza secca (grado Brix) compreso tra l'11,05% e il 15,40%, un contenuto totale di zuccheri compreso tra il 6,86% e il 9,63%, un contenuto di acido organico compreso tra lo 0,90% e l'1,34%, e una quantità di vitamina C compresa tra 43,52 e 45,22 mg/100 g. In particolare, questa varietà di pompelmo ha un contenuto relativamente alto di carotenoidi, compreso tra 2,532 e 2,582 mg/100 g, che conferisce il suo colore rosso distintivo sia alla buccia che alla polpa, mentre la membrana interna ha una sfumatura di rosa. I frutti del Bưởi Luận Văn hanno un sapore dolce leggermente acidulo. Grazie al colore rosso e all'aroma caratteristico, il Bưởi Luận Văn viene spesso scelto dalle persone della regione per essere posto sugli altari durante il periodo del Capodanno, con la speranza di portare fortuna e prosperità.
Una delle ragioni che contribuiscono alla qualità distintiva del Bưởi Luận Văn è la ricchezza del suolo. La zona di coltivazione di questa varietà di pompelmi è caratterizzata principalmente da terreni giallo-rossastri su argilla e rocce metamorfiche, o da terreni alluvionali con uno strato sabbioso giallo-rosso, di spessore superiore ai 30 cm, leggero e umido.

## Storia
Questa varietà di pompelmo è strettamente legata al sito storico di Lam Kinh. Secondo la leggenda, all'inizio del XV secolo, durante la rivolta di Lam Sơn, Lê Lợi stabilì il suo accampamento qui e diede il nome di Luận Văn al villaggio, che era noto per la produzione di pompelmi.
Questi pompelmi erano anche offerti come tributo ai re di questa regione.

## Diffusione geografica
Nel dicembre 2013, l'Ufficio per la Proprietà Intellettuale del Vietnam ha rilasciato il Certificato di registrazione di indicazione geografica numero 00039 per il prodotto "Bưởi Luận Văn" nella zona geografica composta dai comuni di Thọ Xương e Xuân Bái, nel distretto di Thọ Xuân, provincia di Thanh Hóa.
Entro il 2014, la varietà di pompelmo Bưởi Luận Văn è stata diffusa in altri comuni dello stesso distretto di Thọ Xuân, come Xuân Lam e Xuân Phú.